# Таращанський повіт

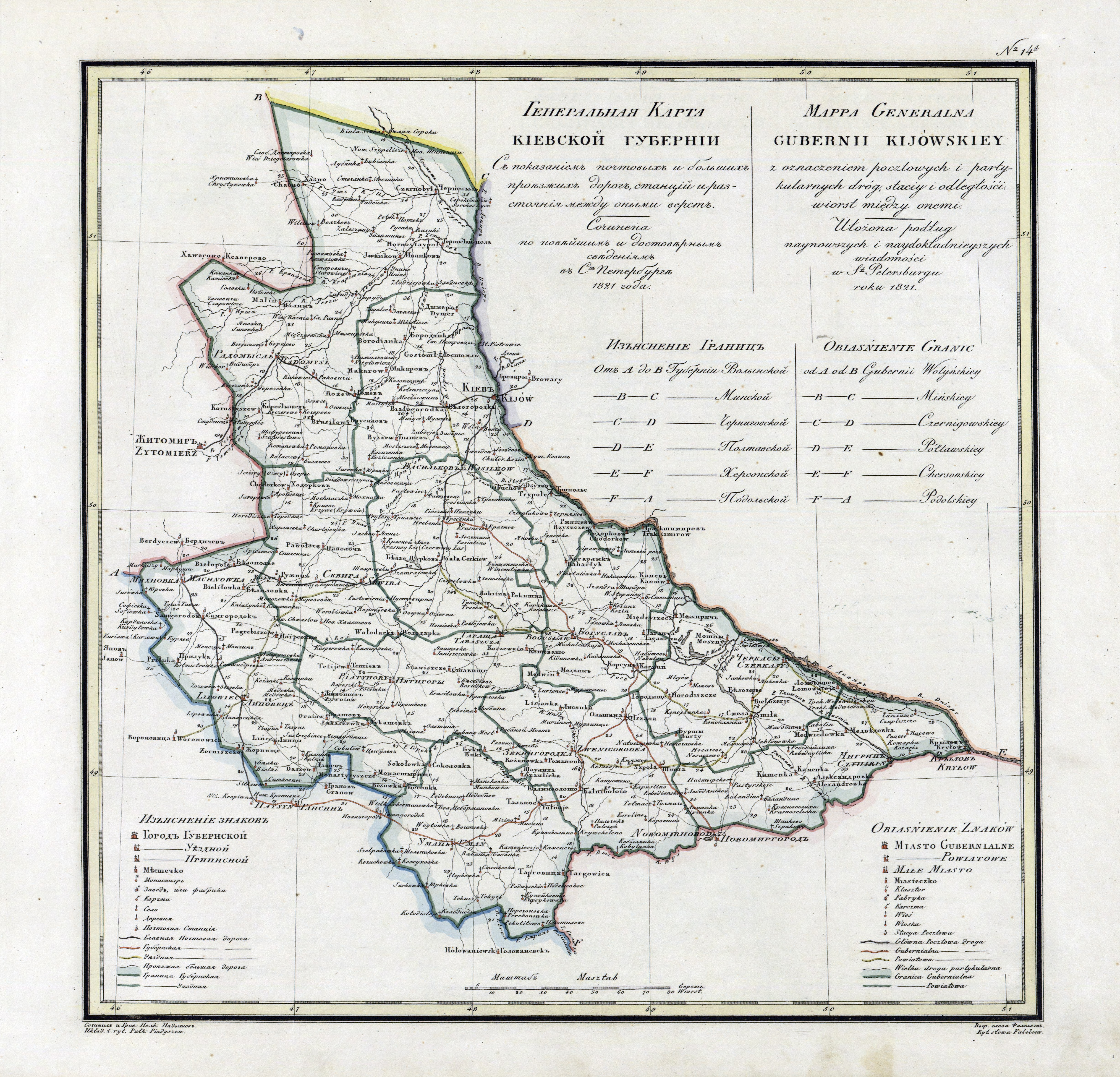
Таращанський повіт у складі Київської губернії 1821

Таращанський повіт — адміністративно-територіальна одиниця Київської губернії Російської імперії, утворена в 1800 році. Повітовий центр — місто Тараща.

## Опис
Повіт розташовувався в південно-західній частині губернії. Найбільша протяжність повіту по прямій лінії із півночі на південь була близько 48 верст (51 км), із заходу на схід — 89 верст (95 км). На півночі повіт межував з Бердичівським, Сквирським і Васильківським, на сході з Канівським і Звенигородським, на півдні з Уманським, на заході з Липовецьким повітами Київської губернії. Загальна площа повіту становила 305 656 десятин (3 340 км²).

## Населення
На 1871 р. проживало 152 857 осіб, на 1881 р. — 169 954 особи, а в 1887 р. — 187 593 особи (94 193 чоловіки і 94 400 жінок; 162 391 православний, 3 740 римокатоликів, 1150 розкольників, 10 протестантів, 8 мусульман і 20 284 юдеї).
Згідно з переписом населення Російської імперії 1897 року в повіті проживало 245 752 осіб. З них 87,64 % — українці, 9,44 % — євреї, 0,97 % — росіяни, 1,77 % — поляки.

## Історія
Утворений у 1800 році з П'ятигорського і Липовецького повітів, останній у 1805 році був знову відділений.

## Адміністративний поділ

### на 1861 рік
Волості: Балетечківська, Брошівська, Бугаївська, Бузівська, Велико-Брезнянська, Велико-Вольнянська, Весело-Кутська, Гайсихська, Галайківська, Горомківська, Дзвіняцька, Дубрівська, Збаражівська, Жашківська, Жидівсько-Гребельська, Жидовчиківська, Кашперівська, Керданська, Кошеватська, Красилівська, Кривецька, Лисовицька, Любчанська, Осичнинська, П'ятигірська, Пугачівська, Ружківська, Скибинецька, Скибинська, Скомороська, Сорокотязька, Ставищанська, Стадницька, Старо-Животівська, Стрижовецька, Тетіївська, Чаплинська, Черепинська, Юликова-різька.

### на 1885 рік
- м. Тараща з передмістями Вернигірщина, Видна, Голубець, Гончарівка, Заріччя, Красні Кабаки, Козаківка, Лиса Гора, Мулівщина, Орликівка.
- Бузівська волость
- Веселокутська волость (ліквідована в кін. 1880-х рр.)
- Галайківська волость (ліквідована в кін. 1880-х рр.)
- Гойсихинська волость (ліквідована в кін. 1880-х рр.)
- Жашківська волость
- Жидівськогребельська волость
- Кашперівська волость
- Кошеватська волость
- Красилівська волость
- Кривецька волость
- Лисовицька волость (ліквідована в кін. 1880-х рр.)
- П'ятигірська волость
- Скомороська волость (ліквідована в кін. 1880-х рр.)
- Ставищенська волость
- Стадницька волость (ліквідована в кін. XIX ст.)
- Староживотівська волость
- Стрижавська волость
- Тетіївська волость
- Юшковорізька волость

У складі повіту було місто Тараща, 6 містечок, 91 село, 25 селищ і 122 дрібні поселення (хутори, ферми, фабричні селища, корчми і т. п.).

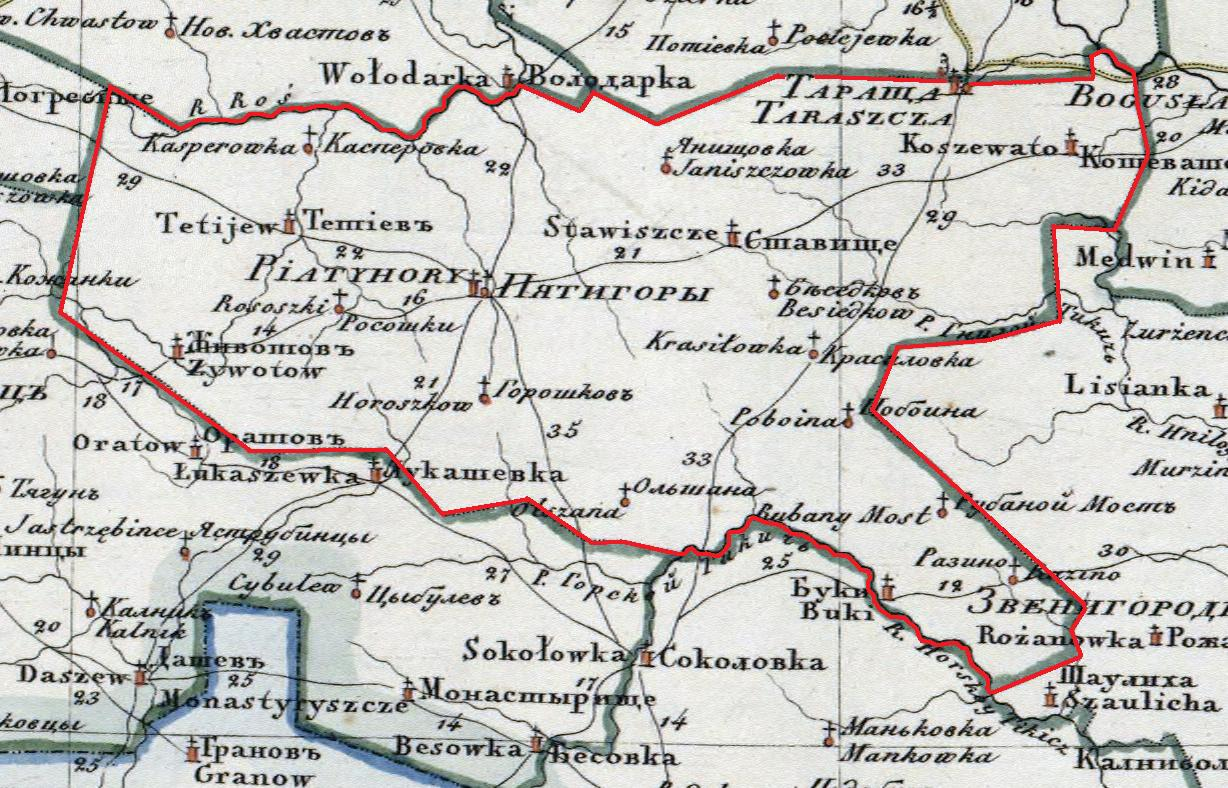
Таращанський повіт, карта 1821-го року

## Повітові маршалки
- Закревський Іван гербу Гриф (1807)
- Ястжембський Якуб гербу Доленга (1809-1811)
- Сарнецький Ігнатій гербу Сліповрон
- Шостаковський Фелікс гербу Лебідь
- Залєський Віктор гербу Любич[1]